# 73E busz (Budapest)
A budapesti 73E jelzésű autóbusz Újpalota, Nyírpalota utca és a Baross tér (Nefelejcs utca) között közlekedett. A vonalat a Budapesti Közlekedési Vállalat üzemeltette.

## Története
1973. szeptember 3-án 173E jelzéssel új expresszjáratot indítottak a Baross tér, Keleti pályaudvar és Újpalota között. 1976. július 1-jétől már a csúcsidőszakokon kívül is közlekedett. A járat 1977. január 1-jén a 73E jelzést kapta. 1988. július 1-jén 73-as jelzéssel betétjárata indult a megszűnő 73-as busz pótlására azonos végállomások között, de sűrűbb megállási renddel. 1994. november 30-án megszűnt a 73E busz, helyette a több megállót érintő és Bornemissza térig közlekedő 173-as buszt indították el.

## Útvonala
| Baross tér (Nefelejcs utca) felé | Újpalota, Nyírpalota utca felé |
| --- | --- |
| Újpalota, Nyírpalota utca vá. – Nyírpalota út – Drégelyvár utca – felüljáró – Csömöri út – Bosnyák tér – Thököly út – Baross tér – Baross tér (Nefelejcs utca) vá. | Baross tér (Nefelejcs utca) vá. – Baross tér – Thököly út – Bosnyák tér – Csömöri út – felüljáró – Drégelyvár utca – Nyírpalota út – Újpalota, Nyírpalota utca vá. |

## Megállóhelyei
| 0  | Újpalota, Nyírpalota utca végállomás   | 22 | 73, 130, 132                                                                       |
| 2  | Zsókavár utca                          | 20 | 73, 96, 96, 130, 132 69                                                            |
| ∫  | Baross tér, Keleti pályaudvar          | 2  | 7, 7A, 7, 20, 30, 33, 73, 78, 95 23, 24, 44, 67 73, 76, 78, 79, 80 Budapest-Keleti |
| 22 | Baross tér (Nefelejcs utca) végállomás | 0  | 7, 7A, 7, 20, 30, 33, 73, 78, 95 23, 24, 44, 67 73, 76, 78, 79, 80 Budapest-Keleti |